# حوض‌انبار نیازآباد
حوض انبار نیازآباد مربوط به دوره صفوی است و در شهرستان خواف، بخش سنگان، دهستان بستان، روستای نیازآباد واقع شده و این اثر در تاریخ ۱۸ اسفند ۱۳۸۷ با شمارهٔ ثبت ۲۴۹۹۶ به‌عنوان یکی از آثار ملی ایران به ثبت رسیده است.